# Фузеев, Борис Дмитриевич
Борис Дмитриевич Фузеев (26 марта 1923 года, Абдулино, Оренбургская область — 21 сентября 1997 года, Уфа) — советский, российский скульптор, народный художник БАССР (1974).

## Биография
Борис Дмитриевич Фузеев родился 26 марта 1923 года в городе Абдулино Оренбургской области.
В 1952 г. окончил Центральный художественно-промышленный институт в г. Москве по классу народного художника СССР профессора М. Г. Манизера.
Скульптор. С 1954 г. жил и работал в г. Уфе. Участник Великой Отечественной войны. Член Союза художников с 1956 года. Заслуженный художник БАССР, 1959. Народный художник БАССР, 1974.
Активно участвовал в творческой и общественной жизни Башкирского Союза художников: член правления (с 1970 г.), член зонального выставкома «Урал социалистический» (с 1968 г.).
Создал большую галерею портретов, для которых характерна лаконичность пластической формы и образная глубина.
Произведения Фузеева в монументальной скульптуре отличаются пластичностью, выразительностью и конструктивной четкостью формы, идейной насыщенностью и героическим звучанием темы.
Произведения Б. Фузеева находятся в Художественном музее им. М. В. Нестерова, на площадях городов Республики Башкортостан, в частных коллекциях.

## Работы
Скульптурная группа «Право на отдых», гипс тон., 1952—1954. Портрет Героя Советского Союза Г. Кубакаева, гипс тон., 1959. Тяжелоатлет Машковцев, чугун, 1959.
Рабочий, чугун, 1962. Телятница Морщикова, алюминий, гранит, 1962, Шофер Байназаров, чугун, гранит, 1963. Слесарь Хусаинов, чугун, гранит, 1963. Лаборантка. Наиля, гранит, 1965. Худайбердин-бабай, гранит, 1963.
Медсестра Валя, мрамор, 1963. Юбиляры, дерево, 1967. Портрет рационализатора, бронза, гранит, 1967. Башкирка, кованая медь, 1967. Красный башкир, дерево, 1969. Женский портрет, мрамор, 1973. Белорецкий сталевар, кованая медь, 1974. Нефтяник Башкирии, кованая медь. 1974. Лаборантка, мрамор, 1974. Аппаратчица Валя, мрамор, 1974. Апа, дерево, 1974.
Памятник В. И. Ленину (совместно с Т. П. Нечаевой), Стерлитамак, искусственный камень, 1967—1969.
Монумент первооткрывателям башкирской нефти, Ишимбай, гранит, 1969 (совместно с Т. П. Нечаевой).
Первооткрывателям татарской нефти, памятник, Лениногорск, Татарская АССР, гранит, кованая медь, нержавеющая сталь, 1970—1974. Памятник погибшим воинам, с. Раевка, Давлекановского района БАССР, кованая медь, 1975. Герой Советского Союза Г. Кубакаев, бронза, 1963, установлен в Калтасинском районе БАССР.

## Выставки
- Республиканские, Уфа, с 1954 г. на всех, кроме молодёжных 1972 и 1977.
- Декадная выставка произведений башкирского искусства, Москва, Ленинград, 1969.
- Зональные выставки «Урал социалистический»: Свердловск, 1964; Пермь, 1967; Челябинск, 1969; Уфа, 1974.
- Выставка произведений художников БАССР, посвященная 100-летию со дня рождения В. И. Ленина, Ульяновск, 1970.
- Выставка произведений художников 3-х зон, Москва, 1971.
- Выставка произведений художников автономных республик РСФСР, Москва, 1971.
- Персональная выставка (совместно с А. Д. Бурзянцевым и А. Ф. Лутфуллиным), Москва, 1963.
- Всероссийская художественная выставка «Советская Россия», Москва, 1964.
- Всероссийская художественная выставка «Советская Россия», Москва, 1967.
- Всероссийская художественная выставка «Советская Россия», Москва, 1969.
- Всероссийская художественная выставка «Советская Россия», Москва,1975.
- Всесоюзная юбилейная выставка, посвященная 50-летию Советской власти, Москва, 1967.
- Выставка произведений художников БАССР в ГДР, г. Галле, 1975.

## Награды и звания
Награды: медаль «За победу над Германией в Великой Отечественной войне 1941—1945 гг.», 1946. Медаль «За победу над Японией», 1946. Юбилейная медаль в честь 100-летия со дня рождения В. И. Ленина, 1970, дипломом Академии художеств СССР (1986).
Заслуженный художник БАССР, 1959. Народный художник БАССР, 1974.